# George Monck

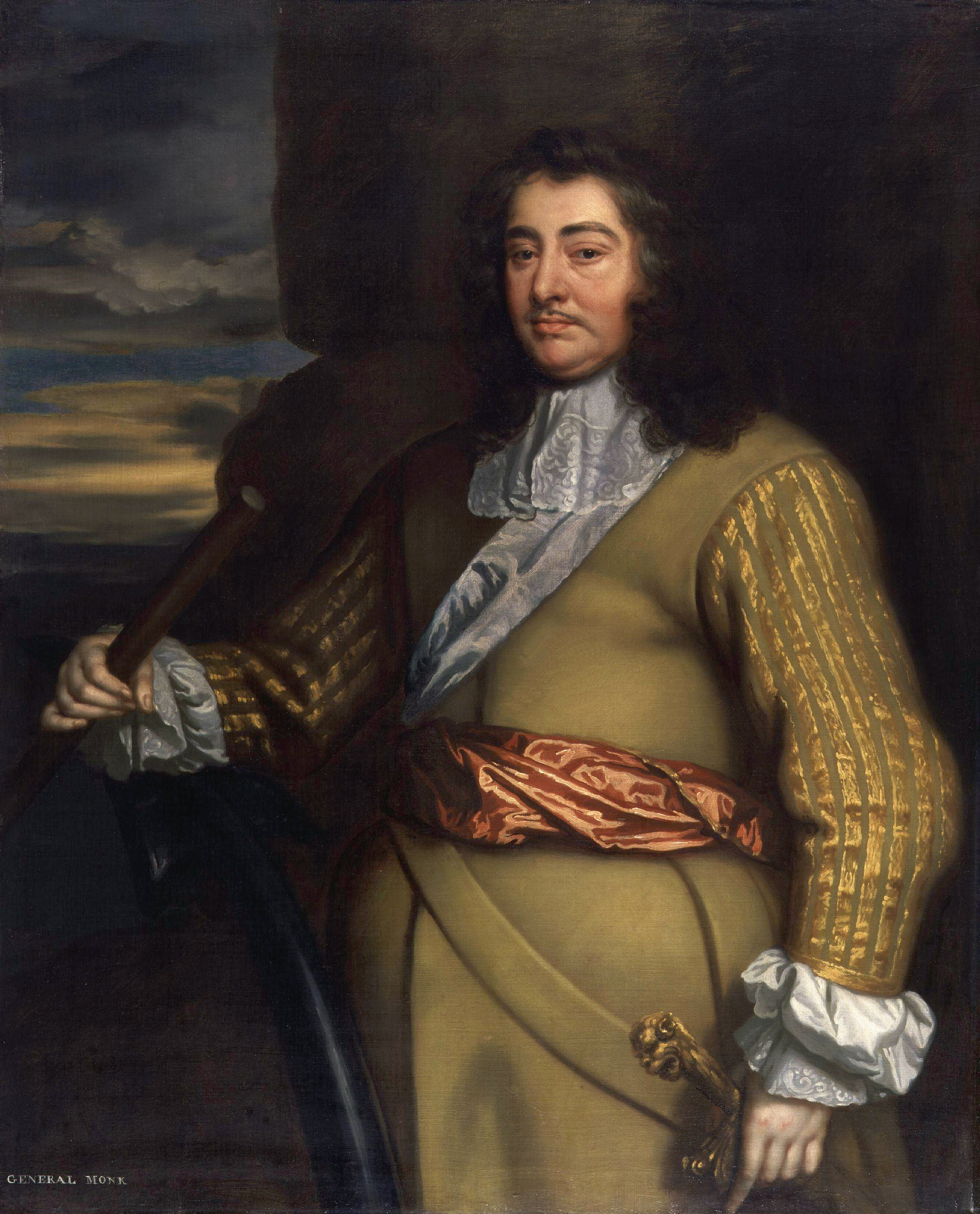
Atelier van Peter Lely. George Monck. Londen, National Portrait Gallery.

George Monck of Monk (Merton (Devonshire), 6 december 1608 – 3 januari 1670), eerste hertog van Albemarle, was een Engels militair.
Monck werd geboren in Great Potheridge House te Merton. Hij was een bijzonder onwaarschijnlijke oorlogsheld, van lage afkomst, zwaar en traag, maar met een goede dosis gezond verstand en het zeldzame geluk om op het juiste moment op de juiste plaats te zijn. Hij was in zijn tijd uitzonderlijk populair en er werden tientallen lofzangen gedicht over hem.
Als achttienjarige was hij vrijwilliger op een expeditie naar Cádiz, waarna hij meer ervaringen opdeed in de Nederlanden, en een prima naam opbouwde als officier. Hij kreeg problemen met de bestuurders van Dordrecht en in 1638 kwam hij terug naar Engeland.
Eerst onder Charles I en daarna net zo gemakkelijk onder Oliver Cromwell bewees Monck dat hij een gedegen aanvoerder was. In 1651 was hij de man die orde op zaken moest stellen in het roerige Schotland. Tijdens zijn strijd in Schotland, verwoestte hij Tantallon Castle. In hetzelfde jaar werd hij benoemd tot admiraal, of liever tot generaal ter zee, in de Eerste Nederlands-Engelse Oorlog. Tien dagen later was hij, met de admiraals Robert Blake en Richard Deane, betrokken bij de Driedaagse Zeeslag. Tijdens de Zeeslag bij Nieuwpoort kreeg Monck het opperbevel na de dood van Deane. Daarna volgde de Slag bij Ter Heijde die een beslissende overwinning was voor de vloot van de Commonwealth.
Bij zijn terugkeer trouwde Monck met Anne Clarges, een vrouw van "lage afkomst" die volgens velen al jaren zijn minnares was. "Een simpel doddeltje", werd ze genoemd door Samuel Pepys, die het stel goed leerde kennen toen ze buren werden.

## Restoration
Monck ging als generaal terug naar Schotland. In de verwarring volgend op de dood van dictator Cromwell (1658) bleef Monck een tijd lang "zijn kruit droog houden" in Edinburgh, om te zien welke partij er boven kwam drijven. Zowel de Royalisten als de parlementariërs deden veel moeite hem in hun kamp te krijgen. In 1660 kwam hij eindelijk met zijn leger in beweging, en daalde langzaam af naar Londen. Hij wist tot het allerlaatste moment iedereen over zijn werkelijke loyaliteit in het onzekere te houden. Toen eindelijk het parlement werd hersteld was dat een parlement met sterk royalistische inslag, en op dat moment was Monck al in onderhandeling met Charles II, die in Nederland verbleef. Het nieuwe parlement stemde voor herstel van de monarchie. De keuze van Monck voor herstel van het koningshuis, als bevelhebber van het leger was beslissend.
Monck werd beleend met de titels baron Monck, graaf van Torrington en hertog van Albemarle en kreeg een pensioen van £7000 per jaar. Toen in 1664 bijna de gehele bevolking Londen verliet in verband met de pestepidemie bleef Monck achter om de leiding in de stad op zich te nemen. In 1665 werd er opnieuw een beroep op hem gedaan en koos hij weer zee, samen met prins Rupert, als admiraal in de Tweede Nederlands-Engelse Oorlog. Alle voorbereidingen werden aan hem overgelaten. Tijdens de Vierdaagse Zeeslag liet hij zien dat hij nog tot veel in staat was. Hij was zelfs zo voortvarend, dat dit te veel verliezen opleverde en het commando werd overgenomen door Rupert. De laatste zeeslag waaraan hij deelnam was de Tweedaagse Zeeslag. Later dat jaar gebruikte hij zijn autoriteit om de orde te bewaren tijdens de Grote Brand van Londen.
Tijdens de Tocht naar Chatham in 1667 kwam hij, hoewel ziek, haastig naar de rivier om de tegenstand te organiseren, maar hij kreeg weinig medewerking.
Daarna leidde de generaal een teruggetrokken leven. Hij stierf vier weken na zijn 61e verjaardag aan waterzucht.
- Bibliothèque nationale de France: cb106762804 (data)
- Gemeinsame Normdatei: 117600547
- International Standard Name Identifier: 0000 0000 8091 0565
- Library of Congress Control Number: n50036273
- Nationale bibliotheek van Australië: 35733317
- Nationale Bibliotheek van Israël: 987007272095005171
- Nationale Bibliotheek van Polen: a0000001233777
- Nederlandse Thesaurus van Auteursnamen: 070964386
- Réseau des bibliothèques de Suisse occidentale: 02-A022848149
- Istituto Centrale per il Catalogo Unico: CFIV213103
- SNAC: w64b34h1
- Système universitaire de documentation: 094601631
- Trove: 1062784
- Virtual International Authority File: 12145857787923021175
- WorldCat: E39PBJcwB6cdrCR88XRhFYFVG3